# Linia kolejowa nr 355
Linia kolejowa nr 355 – pierwszorzędna, jednotorowa, zelektryfikowana linia kolejowa znaczenia państwowego łącząca stację Ostrów Wielkopolski ze stacją Grabowno Wielkie.